# On Her Doorsteps
On Her Doorsteps è un cortometraggio muto del 1910. Il nome del regista non compare nei titoli. Il film è interpretato da Carlyle Blackwell e da Virginia Pearson.

## Produzione
Il film fu prodotto dalla Vitagraph Company of America.

## Distribuzione
Il film - un cortometraggio in una bobina - uscì nelle sale degli Stati Uniti il 14 ottobre 1910, distribuito dalla General Film Company.